# Oroshiki

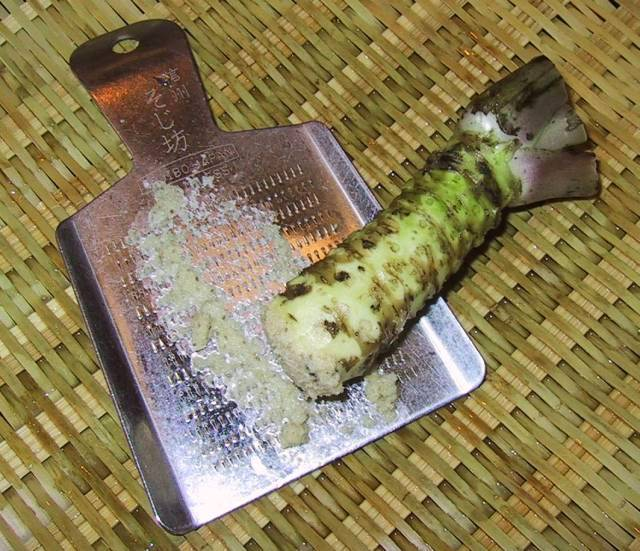
Oroshiki aus Metall (Oroshigane) mit „feiner“ Reibefläche, hier mit Wasabi

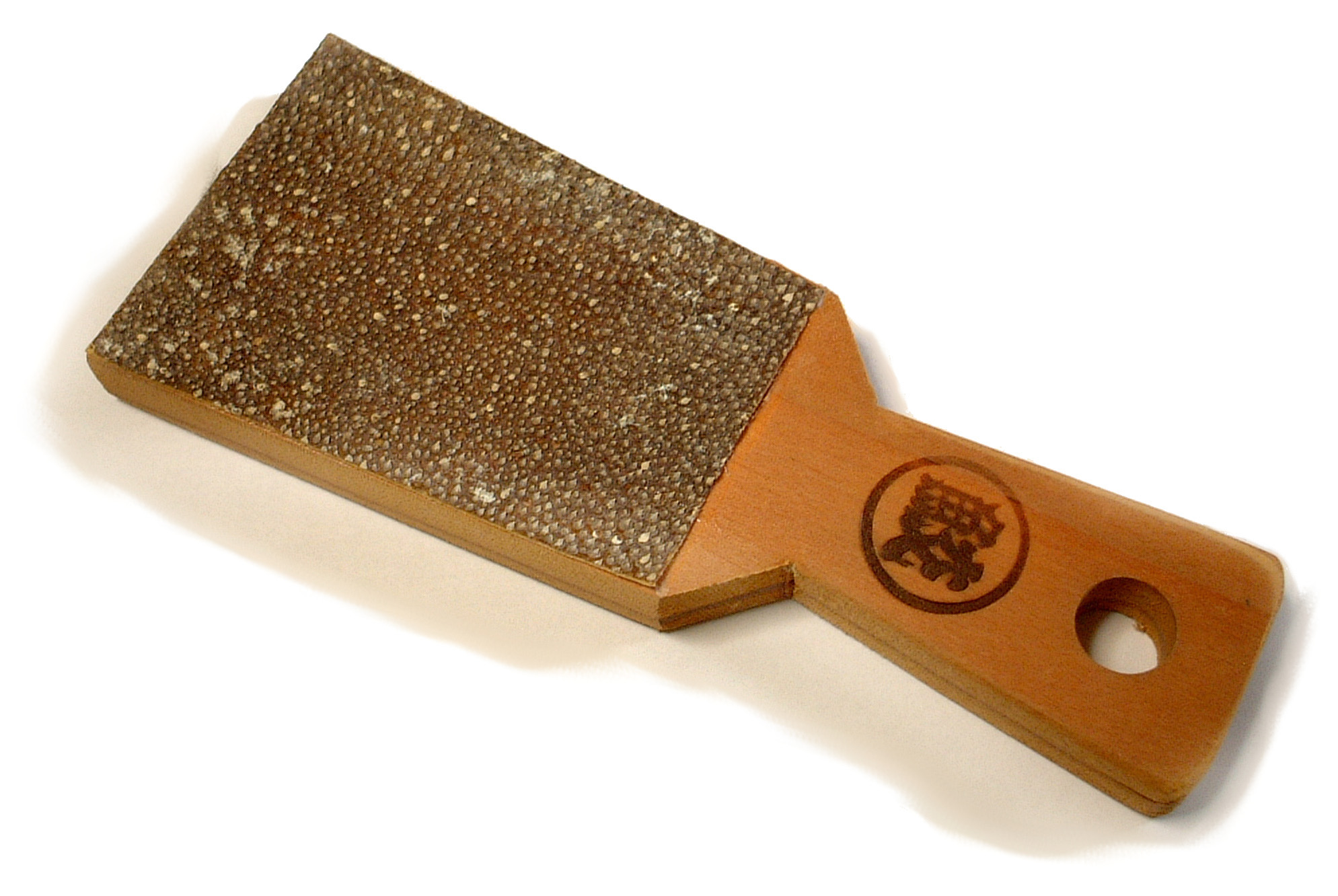
Oroshiki mit Rochenhaut (Samegawa-Oroshi) mit „sehr feiner“ Reibefläche

Oroshiki (jap. 卸金 oder おろし器 dt. „Reibegerät“) ist ein Reibe-Werkzeug der japanischen Küche. Reibeisen, d. h. Metall-Oroshiki, werden als Oroshigane (おろし金 oder 下ろし金, „Reibe-Metall“) bezeichnet und jene mit Rochenhaut (oft von Squatina nebulosa Korozame) als Samegawa-Oroshi (鮫皮卸 oder 鮫皮おろし  „Haifischhaut-Reibe“).
Oroshigane unterscheiden sich beträchtlich vom europäischen Reibeisen, da sie viel feiner reiben. Traditionell bestanden sie aus verzinnten Kupferplatten mit vielen herausstehenden Zähnen, jedoch ohne Perforation des Metalls, also ähnlich wie bei Raspeln zur Holzbearbeitung, jedoch feiner. Diese Bauart wird in Japan noch immer als  die beste angesehen und von Profiköchen benutzt. Hobbyköche verwenden heute allerdings oft viel günstigere Oroshiki aus anderen Metallen, Kunststoff oder Keramik. Eine moderne Variante hat auch Durchbrüche wie europäische Reibeisen und kann mit einer passenden Auffangbox geliefert werden.
Es gibt zwei übliche Varianten des Oroshigane, die gröbere Variante wird beispielsweise zum Raspeln von Rettich (Daikon) verwendet, während die feinere Version zum  Reiben von Wasabi oder Ingwer dient.
Zur Zubereitung von Wasabi, aber auch Ingwer, Yamaimo oder Taro, werden traditionell auch Holzbrettchen mit Reibeflächen aus Rochenhaut (Samegawa-Oroshi) verwendet. Diese haben eine noch feinere Reibefläche als die Metallwerkzeuge, ähnlich einem sehr groben Schleifpapier. Sie sollen eine besonders feine Konsistenz und ein sehr feines Aroma erzeugen. Die Haltbarkeit ist allerdings nicht besonders lang.
Andere Werkzeuge zum feinen Zerkleinern von Lebensmitteln in der japanischen Küche sind keramische Reibschalen (Suribachi) mit hölzernem Pistill (Surikogi).